# Gaz cu efect de seră

Efectul de seră arată emisiile de energie între spațiu, atmosferă și suprafața Pământului. Afluxul de enegie și emitanță sunt exprimate în wați pe metru pătrat (W/m^{2}).

Un gaz cu efect de seră este un gaz care absoarbe și emite energie radiantă în gama cu infraroșu termic. Creșterea emisiilor de gaze cu efect cauzează un efect de seră. Principalele gaze cu efect de seră în atmosfera Pământului sunt vapori de apă, dioxid de carbon, metan, oxid de azot și ozon. Fără gaze cu efect de seră, temperatura medie de la suprafața Terrei ar fi aproximativ cu -18°C, mai degrabă decât în media actuală de 15°C. De asemenea, atmosferele de pe Venus, Marte și Titan conțin gaze cu efect de seră.
Activitățile umane de la începutul Revoluției Industriale încă din 1750 au produs o creștere cu 40% a concentrației atmosferice de dioxid de carbon (CO2), de la 280 în 1750 la 406 părți pe milion la începutul anului 2017.
Această creștere a avut loc în ciuda absorbției a mai mult de jumătate din emisiile provenite de la diferite "disipări" naturale implicate în circuitul carbonului în natură.
Marea majoritate a emisiilor antropice de dioxid de carbon (adică emisiile produse de activitățile umane) provine din arderea combustibililor fosili, în principal cărbunele, petrolul și gaze naturale, cu contribuții suplimentare provenite de la defrișări, alunecări de teren, eroziunea solului și agricultura.
În cazul în care emisiile de gaze cu efect de seră vor continua la rata lor în 2017, temperatura suprafeței Pământului ar putea depăși valorile istorice începând cu 2047, cu efecte potențial dăunătoare asupra ecosistemelor, biodiversității și mijloacelor de subzistență umană.

## Gaze în atmosfera Pământului

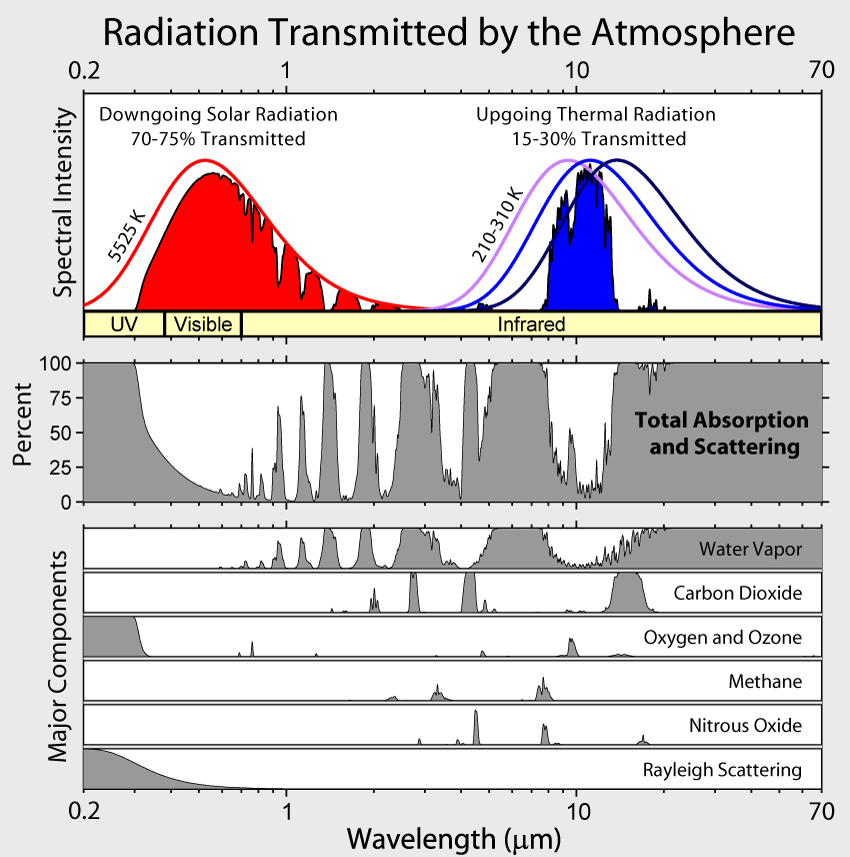
Absorbția și dispersia atmosferică la diferite lungimi de undă ale undelor electromagnetice. Cea mai mare bandă de absorbție a dioxidului de carbon nu este departe de maximul emisiei termice de la sol și se apropie parțial de fereastra de transparență a apei; prin urmare, efectul său major.

### Gaze cu efect de seră
Gazele cu efect de seră sunt cele care absorb și emit radiații infraroșii în gama de lungimi de undă emise de Pământ. În ordine, cele mai abundente gaze cu efect de seră din atmosfera Pământului sunt:
- vaporii de apă (H2O);
- dioxidul de carbon (CO2);
- metanul (CH4);
- Protoxid de azot (N2O);
- ozonul (O3);
- clorofluorocarburile (freonii);
- hidrofluorocarburile.

Concentrațiile atmosferice sunt determinate de echilibrul dintre surse (emisiile de gaze rezultate din activitățile umane și sistemele naturale) și disipările (îndepărtarea gazului din atmosferă prin conversia la un compus chimic diferit sau prin absorbția corpurilor din apă).

### Gaze fără efect de seră
Componentele atmosferice majore, azotul (N2), oxigenul (O2) și argonul (Ar) nu sunt gaze cu efect de seră, deoarece moleculele care conțin doi atomi din același element precum N2 și O2 nu au o schimbare netă în distribuția sarcinilor lor electrice când vibrează, iar gazele monatomice, cum ar fi argonul nu au moduri vibraționale. Prin urmare, ele sunt aproape în totalitate neafectate de radiațiile infraroșii.

### Efecte radiative indirecte

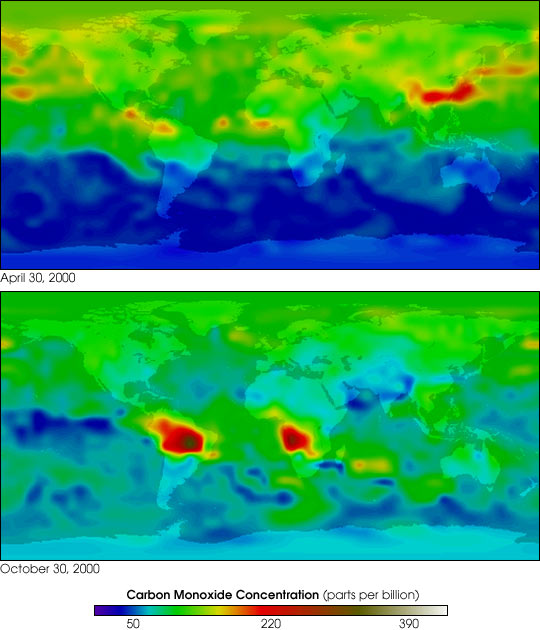
Așa-zisele culori din această imagine reprezintă concentrații de monoxid de carbon în atmosferă inferioară, de la aproximativ 390 părți per miliard (pixeli maro închis), la 220 de părți per miliard (pixeli roșii), până la 50 de părți per miliard (pixeli albastri).

Unele gaze au efecte radiative indirecte (indiferent dacă sunt sau nu gaze cu efect de seră). Acest lucru se întâmplă în două moduri principale. O modalitate este aceea că, atunci când se descompun în atmosferă, produc un alt gaz cu efect de seră. De exemplu, metanul  și monoxidul de carbon (CO) sunt oxidate pentru a rezulta dioxid de carbon (de asemenea, oxidarea metanului mai produce și vapori de apă). Oxidarea CO la CO2 produce direct o creștere neechivocă a forțării radiative, deși motivul este subtil.
Vârful emisiei termice infraroșii de pe suprafața Pământului este foarte aproape de o bandă puternică de absorbție vibrațională de CO2 (15 microni sau 667 cm-1). Pe de altă parte, acea bandă singulară de vibrații CO absoarbe IR doar la lungimi de undă mult mai scurte (4,7 microni sau 2145 cm-1), unde emisia de energie radiantă de pe suprafața Pământului este cel puțin un factor mai mic cu zece.
Un al doilea tip de efect indirect se întâmplă atunci când reacțiile chimice din atmosferă care implică aceste gaze modifică concentrațiile de gaze cu efect de seră. De exemplu, distrugerea compușilor organici volatili nemetanici (NMVOC) în atmosferă poate produce ozon. Mărimea efectului indirect poate depinde cât de ferm de locul și momentul producerii gazului.
Metanul are efecte indirecte în plus față de formarea dioxidului de carbon. Principalul produs chimic care reacționează cu metanul din atmosferă este radicalul hidroxilic (OH), astfel încât mai mult metan se presupune că concentrația de OH scade. Efectiv, metanul își mărește propria viață atmosferică și, prin urmare, efectul radiativ global. Oxidarea metanului poate produce atât ozon cât și apă și este o sursă majoră de vapori de apă în stratosfera normală uscată. CO și NMVOC produc gaz de CO2 atunci când sunt oxidate. Acestea elimină OH din atmosferă, ceea ce duce la concentrații mai ridicate de metan. Efectul surprinzător al acestui lucru este că potențialul de încălzire globală de CO este de trei ori mai mare decât cu cel al dioxidului de carbon (CO2).

### Contribuția unor nori la efectul de seră pe Pământ
Principalul contribuitor de non-gaze la efectul de seră al Pământului, precum norii, absoarbe și emite radiații infraroșii și astfel are un efect asupra proprietăților radiative ale gazului cu efect de seră. Norii sunt alcătuiți în picături de apă sau cristale de gheață suspendate în atmosferă.

## Impacturi asupra întregului efect de seră

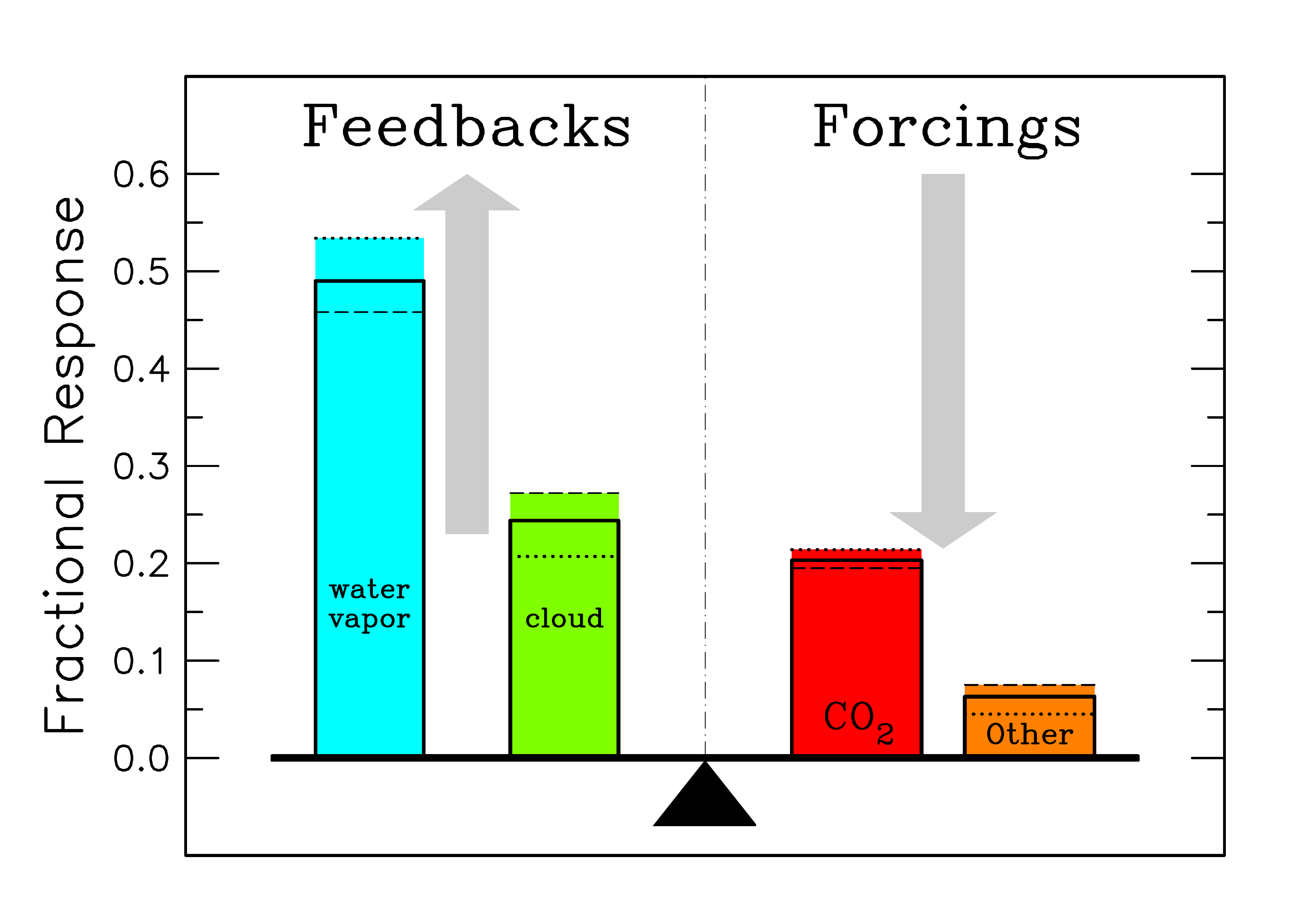
Schmidt a analizat modul în care componentele individuale ale atmosferei contribuie la efectul total de seră. Ei au estimat că vaporii de apă reprezintă aproximativ 50% din efectul de seră al Pământului, adică norii contribuind cu 25%, dioxid de carbon cu 20%, iar gazele cu efect de seră și aerosolii minusculi reprezintă restul de 5%. În cadrul studiului,
referința modelului atmosferei este pentru condițiile din 1980.

Contribuția fiecărui gaz la efectul de seră este determinată de caracteristicile acestui gaz, de abundența acestuia și de orice efecte indirecte pe care le poate provoca. De exemplu, efectul radiativ direct al unei mase de metan este de aproximativ 84 de ori mai puternic decât aceeași masă de dioxid de carbon într-un interval de timp de 20 de ani, dar este prezent în concentrații mult mai mici, astfel încât efectul său radiativ direct total este mai mic, datorită duratei sale mai scurte de viață.
Atunci când sunt clasificate prin contribuția lor directă la efectul de seră, cele mai importante sunt:
| Compus chimic | Formulă chimică | Concentrație în Atmosfera Pământului (ppm) | Contribuții (%) |
| --- | --------------- | ------------------------------------------ | --------------- |
| Vapori de apă și nori | H2O             | 10–50,000(A)                               | 36–72%          |
| Dioxid de carbon | CO2             | ~400                                       | 9–26%           |
| Metan | CH4             | ~1.8                                       | 4–9%            |
| Ozon | O3              | 2–8(B)                                     | 3–7%            |
| Note: (A) Vaporii de apă variază puternic pe plan local. (B) Concetrații în stratosferă. Aproximativ 90% din ozon în Atmosfera Pământului este captat în stratosferă. |                 |                                            |                 |

### Proporția efectelor directe la un anumit moment
Nu este posibil să se afirme că un anumit gaz provoacă un procent exact din efectul de seră. Acest lucru se datorează faptului că unul dintre gaze absoarbe și emite radiații la aceleași frecvențe ca și altele, astfel încât efectul de seră întreg să nu fie pur și simplu o sumă a influenței fiecărui gaz. Capetele superioare ale intervalelor menționate sunt pentru oricărui singur gaz; iar capetele inferioare se suprapun cu celelalte gaze.

### Durata vieții atmosferice
În afară de vaporii de apă, care au un timp de rezidență de aproximativ nouă zile, gazele de seră majore sunt bine amestecate și necesită mulți ani pentru a fi preluate din atmosferă. Deși nu este ușor să se cunoască cu precizie cât timp necesită gaze cu efect de seră pentru a părăsi atmosfera, există estimări pentru principalele gaze cu efect de seră. Jacob definește durata de viață în tau ( {\displaystyle \tau }) a unei specii atmosferice X într-un model cu o singură compartiment ca timpul mediu în care o moleculă de X rămâne în compartiment.
Din punct de vedere matematic, tau se poate defini ca raportul dintre unitatea de masă {\displaystyle m} (în kg) a lui X în compartiment și rata de îndepărtare, care este suma fluxului X din cutie
({\displaystyle F_{out}}), pierderea chimică din ({\displaystyle L}), apoi depunerea lui X ({\displaystyle D}) în kilograme: {\displaystyle \tau ={\frac {m}{F_{out}+L+D}}}.
Durata de viață a unei specii măsoară, prin urmare, timpul necesar pentru restabilirea echilibrului după o creștere bruscă sau o scădere a concentrației sale în atmosferă. Atomii sau moleculele individuale pot fi pierdute sau depozitate spre bazine, cum ar fi solul, oceanele și alte ape sau vegetația și alte sisteme biologice, reducând concentrațiile excesului în fond. Timpul mediu necesar pentru realizarea acestui lucru este durata medie de viață.

### Forțarea radiantă
Pământul absoarbe o parte din energia radiantă primită de la Soare, reflectă o parte din ea ca fiind lumină și reflectă sau radiază restul înapoi în spațiu sub formă de căldură. Temperatura suprafeței Pământului depinde de acest echilibru între energia de intrare și cea de ieșire. Dacă acest echilibru energetic este schimbat, suprafața Pământului devine mai caldă sau mai rece, ceea ce duce la o varietate de schimbări climatice globale.

## Rolul vaporilor de apă

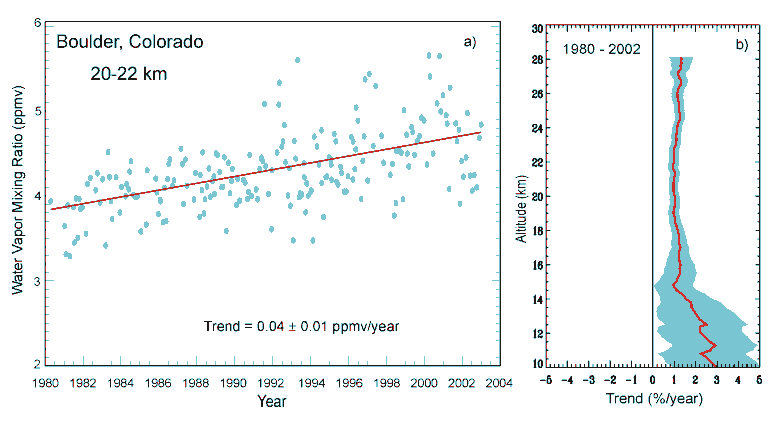
Creșterea nivelului de vapori de apă în stratosferă la Boulder.

Vaporii de apă reprezintă cel mai mare procent din efectul de seră, între 36% și 66% pentru condițiile cerului proaspăt și între 66% și 85% atunci când norii sunt vizibili. Concentrațiile de vapori de apă fluctuează la nivel regional, însă activitatea umană nu afectează în mod direct concentrațiile de vapori de apă, cu excepția câmpurilor locale, cum ar fi câmpurile irigate în apropiere. În mod indirect, activitatea umană care sporește temperaturile globale va crește concentrațiile de vapori de apă, un proces cunoscut drept reacție de fuzionare a vaporilor de apă.
Timpul mediu de ședere al unei molecule de apă în atmosferă este de numai aproximativ nouă zile, comparativ cu ani sau secole pentru alte gaze cu efect de seră, cum ar fi CH4 și CO2.

## Emisii de gaze cu efect de seră directe
În perioada 1970 până în 2004, emisiile de gaze cu efect de seră (măsurate în CO2) au crescut cu o medie de 1,6% pe an, adică emisiile de CO2 generate de utilizarea combustibililor fosili crescând cu 1,9% pe an. Emisiile antropice totale au fost estimate până la sfârșitul anului 2009 la 49,5 gigatone echivalent cu dioxidul de carbon.
În prezent, sursa primară de emisii de CO2 este arderea cărbunelui, a gazelor naturale și a petrolului pentru electricitate și căldură.